# Termometr FourU

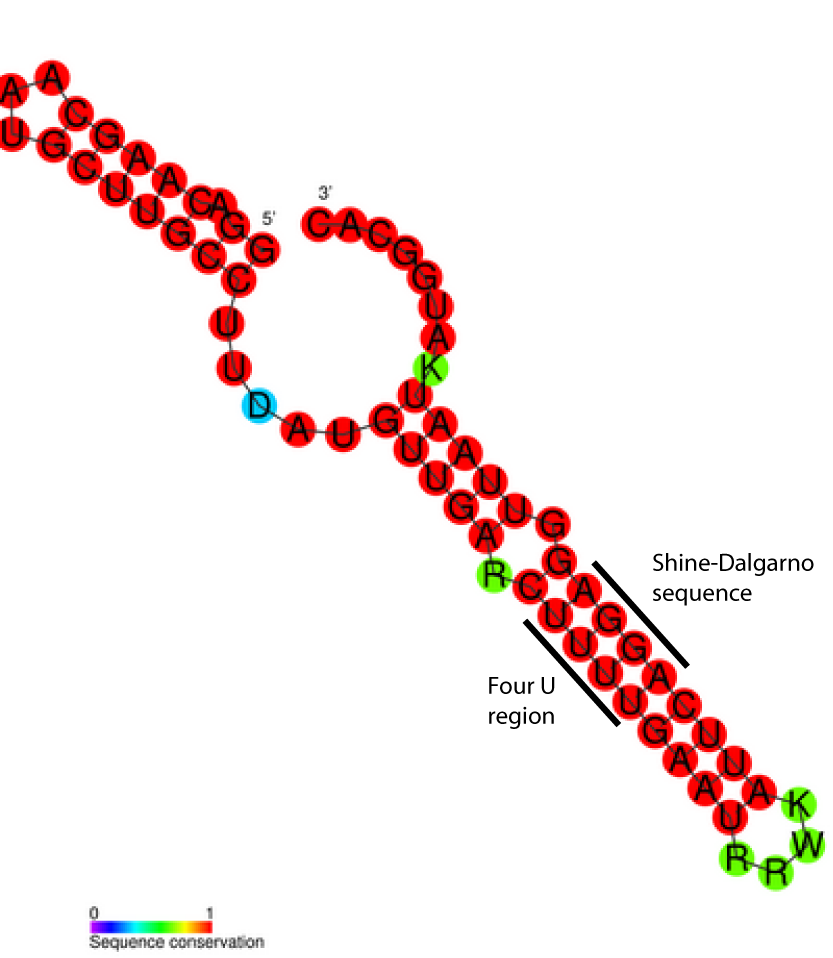
Uzgodniona struktura drugorzędowa termometru RNA. Barwą czerwoną zaznaczono nukleotydy konserwatywne

Termometr FourU – rodzaj termometru RNA tworzonego przez sekwencje niekodujące, spotykany u salmonelli. Nazwa odnosi się do czterech wysoce konserwatywnych nukleotydów urydyny leżących naprzeciwko sekwencji Shine-Dalgarno drugiej spinki do włosów.
Ogólnie termometr RNA taki jak FourU kontroluje odpowiedź na temperatury poprzez białka szoku cieplnego u wielu prokariotów. Termometry FourU to względnie niewielkie cząsteczki RNA, o długości 57 reszt nukleotydowych, zawierające dwie proste struktury spinek do włosów.
FourU znajdują się w regionie 5'-flankującym (niepodlegającym translacji) genu kodującego białko szoku cieplnego Salmonella agsA, blokują one translację tego białka poprzez parowanie się z sekwencją Shine-Dalgardo w mRNA tego genu. Uniemożliwia to rybosomom związanie kodonu startowego.
Inne znane termometry RNA obejmują element ROSE czy element cis-regulacyjny Hsp90.

## Odpowiedź na temperaturę
Drugi motyw spinki do włosów zdaje się być dymamiczną strukturą w obrębie struktury drugorzędowej FourU. Wystawiony na działanie temperatury 45 °C, zmienia swą konformację. Wraz ze wzrostem temperatury maleje sparowanie zasad. Pierwsza spinka do włosów dla odmiany pozostaje stabilna w temperaturze sięgającej 50 °C, co wskazuje, że to zmiana w budowie drugiego motywu spinki z zamkniętej na otwartą może pełnić ważną rolę w odpowiedzi na szok cieplny. Późniejsze badanie z użyciem mutantów i wyliczeń entalpii i entropii wspiera tezę wspomagającego rozwijanie mechanizmu suwaka w drugiej strukturze spinki do włosów w odpowiedzi na wzrost temperatury.

## Czynnik sigma
Jak inne termometry RNA, FourU nie odpowiada samodzielnie za zależną od temperatury ekspresję odpowiedniego dlań genu. Współdziała on z czynnikiem sigma (σ32), znanym z regulacji wielu innych genów. Zauważono, że połączenie czynnika sigma z termometrem RNA reguluje inne białka szoku cieplnego (jak ibpA u Escherichia coli). Doprowadził oto do spekulacji, że nieodkryte jeszcze termometry RNA działają wzdłuż cząsteczek czynnika sigma, by regulować transkrypcję innych związanych z tym genów, stanowił by to dodatkowy poziom kontroli. Dalsze spekulacje podają, że prostsza metoda regulacji genu poprzez termometr RNA mogła wyewoluować przed skomplikowanym rodzajem kontroli transkrypcji z udziałem czynnika sigma.

## agsA
Gen agsA, regulowany przez FourU, odkryto po raz pierwszy u Salmonella enterica. Gen ten koduje niewielkie białko szoku cieplnego (sHSP) ochraniające bakterię przez nieodwracalną agregacją białek i pomaga w refoldingu. Badanie z udziałem mutantów potwierdziło wagę agsA: plazmid zawierający ten gen i promotor genu zwiększały wskaźnik przeżywalności termowrażliwych mutantów poprzez zabezpieczanie przed agregacja białek w wyższych temperaturach. Pełni podobną funkcję, jak ludzki szaperon α-krystalina.